# Associação Portuguesa de Críticos de Teatro
A Associação Portuguesa de Críticos de Teatro é uma organização sedeada em Lisboa que congrega os críticos de teatro em Portugal. 
De acordo com os estatutos respetivos esta associação tem por objetivo "dignificar, estruturar e responsabilizar a actividade crítica relativa à teoria e prática do teatro, entendendo-se por actividade crítica não só a crítica de espectáculos, mas também tudo aquilo que diga respeito à informação, reflexão e teorização no campo das artes performativas". Em colaboração com o Centro de Estudos de Teatro da Universidade de Lisboa publica, desde 2004, a revista semestral Sinais de cena.

## Prémios
- Prémio de Teatro 25 de Abril